# Alina Zmushka
Alina Zmushka (in bielorusso Аліна Змушка?; Kalinkavičy, 5 gennaio 1997) è una nuotatrice bielorussa, specializzata nella rana.

## Carriera
Vanta una medaglia di bronzo mondiale, conquistata nel 2025 a Singapore nei 200 metri rana.

## Palmarès
- Mondiali

Singapore 2025: bronzo nei 200m rana.